# Vesela jesen 1973
VII. Vesela jesen je potekala 22. septembra 1973 v dvorani C mariborskega sejmišča v organizaciji Zavoda Stadion. Prireditev sta vodila Metka Šišernik-Volčič in Saša Veronik. Orkestru sta dirigirala Berti Rodošek in Edvard Holnthaner.

## Tekmovalne skladbe
| #   | Izvajalec                       | Naslov pesmi            | Avtor besedila    | Avtor glasbe       | Avtor aranžmaja | Nagrade                                                   |
| --- | ------------------------------- | ----------------------- | ----------------- | ------------------ | --------------- | --------------------------------------------------------- |
| 1.  | Andrej Plevnik                  | V naši gori             | Milan Krajnc      | Milan Krajnc       | Jure Robežnik   |                                                           |
| 2.  | Marjetka Falk & Karli Arhar     | Piskrovez Marko         | Miroslav Slana    | Jože Kreže         | Bojan Adamič    | 2. nagrada občinstva                                      |
| 3.  | Alenka Pinterič                 | Meni je vseeno          | Marička Cilenšek  | Milan Cilenšek     | Berti Rodošek   |                                                           |
| 4.  | Tatjana Gros                    | Avtobus št. 5           | Olga Zorko        | Olga Zorko         | Ati Soss        |                                                           |
| 5.  | Janko Ropret                    | Samotni gaj             | Janko Stolnik     | Greta Vlaj         | Mojmir Sepe     |                                                           |
| 6.  | Alfi Nipič & Kvartet Do         | Flosarji                | Miroslav Slana    | Jože Kreže         | Bojan Adamič    | 1. nagrada občinstva                                      |
| 7.  | Jože Kobler                     | Danes, danes            | Elza Budau        | Boris Kovačič      | Berti Rodošek   | 3. nagrada občinstva                                      |
| 8.  | Vlado Bezjak                    | Noe in trta             | Olga Zorko        | Branko Weissbacher | Milan Mihelič   | posebna nagrada                                           |
| 9.  | Kvartet Radia Murska Sobota     | Rom − Cigan             | Jože Ternar       | Aleksander Vlaj    | Mario Rijavec   |                                                           |
| 10. | Braco Koren & New Swing Quartet | Žabe na vasi            | Marjan Stare      | Simon Gale         | Jože Privšek    | zlati klopotec, 1. nagrada občinstva, nagrada za besedilo |
| 11. | Majda Renko                     | Vroče poletje           | Marjan Stare      | Vili Petrič        | Ati Soss        |                                                           |
| 12. | Ditka Haberl                    | Ne hodi proč nocoj      | Marjan Stare      | Vili Petrič        | Janez Gregorc   |                                                           |
| 13. | Irena Kohont                    | Vremenar                | Olga Zorko        | Branko Weissbacher | Milan Mihelič   |                                                           |
| 14. | New Swing Quartet               | Teharska romanca        | Dare Hering       | Oto Pestner        | Jože Privšek    |                                                           |
| 15. | Ida Škrabar                     | Lukarska                | Dragica Škerlevaj | Dečo Žgur          | Dečo Žgur       |                                                           |
| 16. | Sestre Potočnik                 | Hodil boš s' kuram spat | Marjan Stare      | Bor Gostiša        | Dečo Žgur       |                                                           |

1. ↑  Nagrada strokovne žirije.